# Newcastle International Sports Centre
El Newcastle International Sports Centre o EnergyAustralia Stadium és un estadi situat a Newcastle, Nova Gal·les del Sud, Austràlia. En aquest estadi fan de local el Newcastle Knights de la National Rugby League i el Newcastle United Jets FC de l'A-League. És propietat del Govern de Nova Gal·les del Sud i és administrat pel Hunter International Sports Centre Trust.

## Història
Els treballs de construcció de l'estadi van començar l'1 de desembre de 1967 i va ser inaugurat oficialment per la Reina Elisabet II el 10 d'abril de 1970. Originalment es va dir International Sports Centre (Centre Internacional d'Esports), encara que segueix formant part avui dia d'aquest complex esportiu.
Els Newcastle Knights van signar un contracte d'arrendament de l'estadi per jugar els seus partits de local el 1986. Al començament de la dècada dels '90 una marca local de pneumàtics, Marathon, va guanyar els drets de patrocini de l'estadi, per la qual cosa el mateix va passar a cridar-se Marathon Stadium. A la fi del 2001, l'empresa elèctrica EnergyAustralia va aconseguir fer-se amb aquests drets, per la qual cosa l'estadi va tornar a canviar de nom, per portar el nom que té actualment.
Abans de la seva primera reconstrucció, l'estadi tenia capacitat per 28.000 espectadors, incloses 5.000 localitats en la tribuna principal. El rècord d'assistència es va establir en juliol de 1995, quan 32.642 espectadors van assistir al partit entre els Knights i els Manly-Warringah Sigui Eagles. Malgrat la falta de desordenis i incidents, la policia va demanar a l'administració de l'estadi reduir la capacitat per motius de seguretat.
Després del retir de l'excapità dels Knights, Andrew Johns, la nova tribuna aquest va ser batejada Tribuna Andrew Johns enfront del públic que va assistir al posterior partit entre el Newcastle Knights i els Brisbane Broncos el 22 d'abril de 2007.
En l'estadi de Newcastle es jugaran quatre partits de la Copa Asiàtica 2015 de futbol, incloent una semifinal i el partit pel tercer lloc.